# État d'Indore
L'État d'Indore était un État princier de l'Inde de 1818 à 1948. Il était centré sur la ville d'Indore.

## Histoire de la principauté
La principauté d'Indore fut fondée au XVIIIe siècle par la dynastie Holkar et exista jusqu'en 1948. Elle fut alors intégrée à l'État du Madhya-Bharat puis du Madhya-Pradesh.
En 1930 le jeune mahârâja d'Indore Jeswant Rao II Holkar Bahadur demanda à l'architecte allemand Eckart Muthesius d'aménager un palais de style moderniste dénommé le Manik Bagh. Muthesius créa de nombreux mobiliers, mais il chercha la collaboration des artistes-décorateurs les plus raffinés comme Jacques-Émile Ruhlmann, Eileen Gray, Le Corbusier, Louis Sognot, René Herbst et Alfred Zeffner. Une partie de cet ameublement fut dispersée par Sotheby's à Monte Carlo le 25 mai 1980.

## Dirigeants
Liste des maharadjahs :
- 1733-1766 Malhar Rao Ier Holkar (en) (1693-1766)
- 1766-1767 Malhar Rao II Holkar (en) (1745-1767)
- 1767-1795 Ahilyabai Holkar (1725-1795)
- 1767-1797 Tukoji Rao Ier Holkar IV (en) (1723-1797), règne conjointement puis seul, abdiqua
- 1797-1799 Kashi Rao Holkar V (en) (+1808), déposé
- 1799-1806 Khande Rao Ier Holkar VI (en) (1798-1806)
- 1806-1811 Jeswant Rao Ier Holkar (en) (1775-1811)
- 1811-1833 Malhar Rao III Holkar VII (en) (1805-1833)
- 1833-1834 Martand Rao Holkar VIII (en) (1830-1849), déposé
- 1834-1843 Hari Rao Holkar IX (en) (v.1795-1843)
- 1843-1844 Khande Rao II Holkar X (en) (1828-1844)
- 1844-1886 Tukoji Rao II Holkar XI (en) (1835-1886)
- 1886-1903 Shivaji Rao Holkar XII (en) (1859-1908), abdiqua
- 1893-1926 Tukoji Rao III Holkar XIII (en) (1890-1978), abdiqua
- 1926-1948 Jeswant Rao II Holkar XIV (1908-1961)

## Chef de la Maison royale d'Indore (maharadjahs titulaires)
- 1948-1961 Jeswant Rao II Holkar XIV
- 1961-     Usha Devi Holkar, née en 1933